# 面子
面子是人際關係中的一种现象，在東方等级观念较强的社会（如中國等）特別受到重視。具体定义不明，基本上意味给社会中每个人的尊重。如果不给人面子，即是拆穿別人的面具，可能会引起报复。如果有面子，一般会被认为是社会地位较高，更受人尊敬，然而面子不够大，可能是因为在社会、经济等方面地位低下。“面子”是“社会脸面”，代表着个人在人生历程中由成就和夸耀所获得的名声以及被社会重视的声誉。「厚顏」俗稱「不要臉」。